# 420 aC
El 420 aC fou un any del calendari romà prejulià.

## Esdeveniments
- El jove i popular Alcibíades és escollit estrateg a Atenes i comença a tenir un paper important en la vida i la política de la polis.[1]
- Arriben a Atenes dues ambaixades simultànies, una enviada per Esparta i l'altra per Argos. Alcibíades maniobra contra aquestes ambaixades.[2]
- A Roma són elegits tribuns amb potestat consular després d'un període on s'havia nomenat interrex a Luci Papiri Mugil·là: Luci Quinti Cincinnat, Luci Furi Medul·lí Fus, Marc Manli Vulsó i Aulus Semproni Atratí. Tres dels tribuns consulars van portar a judici a Gai Semproni Atratí per les seves negligències en la guerra contra els volscs tres anys abans.[3]

## Naixements
- Iseu de Calcis, orador (data probable).[4]
- Pelòpides, general i home d'estat, nascut a Tebes (data aproximada).[5]